# Pietro Bubani
Pietro Bubani (Bagnacavallo, 1º ottobre 1806 – Bagnacavallo, 12 agosto 1888) è stato un botanico, medico e patriota italiano.

## Biografia
Pietro Bubani, laureatosi in Medicina presso l'Università di Bologna nel 1829, esercitò la professione medica solo per breve tempo, avendo deciso di dedicarsi agli studi botanici.
Partecipò ai moti del 1831 contro il Governo Pontificio e dovette trasferirsi in Corsica. Da qui si spostò a Marsiglia con alcuni mazziniani e dopo un breve soggiorno in Toscana (1832-1835) fu di nuovo in Francia a Montpellier, attratto dalle biblioteche e dal giardino botanico della città, nonché dalla fama di Felix Dunal e Alire Raffeneau Delile. 

Su suggerimento di Dunal intraprese lo studio della flora dei Pirenei, regione che visitò durante il suo primo viaggio scientifico nel 1836.
Fra il 1845 e il 1846 i forti contrasti sorti con alcuni mazziniani gli costarono risentimento ed ostracismo da parte dei gruppi militanti fedeli a Mazzini. Nel 1847 rientrò in Italia, con le sue casse di piante e il manoscritto sulla flora dei Pirenei, grazie all'amnistia concessa in occasione dell'elezione al soglio pontificio di Pio IX. Si tenne volutamente in disparte dalla scena politica fino ai fatti del 1859; deluso però dai risvolti presi dagli eventi, tornò a dedicarsi agli studi di botanica e ai viaggi scientifici sui Pirenei (1850-1858), in Catalogna (1860-1861), a Tolosa (1839, a Barcellona e a Parigi (1861-1862).
Concluse la sua carriera di studioso e di politico a Bagnacavallo, sua città natale, dove si ritirò per riordinare e catalogare tutto il materiale raccolto, pur non rinunciando a partecipare alla vita politica cittadina accettando la carica di consigliere comunale (1863-1865). Pubblicò Flora virgiliana, Dodecanthea e Dunalia. Opera postuma, ma scientificamente più importante, è Flora pyrenaea, frutto di un lavoro quarantennale di ricerca, studio, revisione e trascrizione.
È sepolto nel Chiostro VII della Certosa di Bologna.
Presso la Biblioteca comunale di Bagnacavallo è il nucleo documentario denominato Fondo Pietro Bubani; altri documenti personali e corrispondenza dello studioso sono conservati presso la Biblioteca comunale dell'Archiginnasio e il Museo del Risorgimento di Bologna.
| Bubani è l'abbreviazione standard utilizzata per le piante descritte da Pietro Bubani. Consulta l'elenco delle piante assegnate a questo autore dall'IPNI. |

## Opere principali
- Flora virgiliana, Bologna, Tipografia Mareggiani, 1869
- Dodecanthea, Firenze, Società tipografica, 1850
- Dunalia, Imola, Tipografia Galeati, 1878
- Flora pyrenaea, Milano, Hoepli, 1897-1901